# SonAir
Sonair (mã ICAO = SOR) là hãng hàng không của Angola, trụ sở ở Luanda. Hãng có căn cứ ở Sân bay Quatro de Fevereiro.

## Lịch sử
SonAir được thành lập và hoạt động từ năm 1998 do Công ty dầu lửa quốc gia Sonangol Group của Angola làm chủ. Hãng hiện có các tuyến đường quốc nội và là hãng hàng không đầu tiên có chuyến bay chở khách và hàng hóa thẳng từ Angola tới Hoa Kỳ mỗi tuần 3 chuyến bằng máy bay McDonnel MD-11 (thuê cả phi hành đoàn của hãng World Airways.

## Các nơi đến
(Tháng 1/2006):
- Angola

- Benguela
- Cabinda
- Catumbela
- Huambo
- Luanda
- Lubango
- Ondjiva
- Soyo

- Hoa Kỳ

- Houston(do World Airways đảm nhiệm)

## Đội máy bay
(Tháng 12/2007):
- 1 Airbus A319 (registration VP-BEY)[1]
- 6 Raytheon Beech 1900D
- 2 Beechcraft King Air B350
- 1 Boeing 727-100F (registration D2-ESU)
- 3 Boeing 727-229C (registration D2-EVD, D2-EVG, D2-FSA)
- 9 De Havilland Canada DHC-6 Twin Otter Series 300
- 3 Falcon 900Ex (registration D2-BEE, D2-BEF, D2-BEG)
- 1 Fokker F27 Mk500
- 2 Fokker 50 (registration D2-ESR, D2-ESW)
- 1 McDonnell Douglas MD-11 (operated by World Airways, registration N278WA)

Đang đặt mua: 1 Boeing 737-700W (registration D2-EVW) , Boeing 737-700QC (registration D2-EVZ) , 2 Airbus A319CJ, 1 Airbus A340-500
Máy bay trực thăng phục vụ các dàn khoan ngoài khơi:
- 7 Eurocopter Dauphin AS 365N3
- 4 Eurocopter Super Puma
- 6 Sikorsky S-76C+

Đang đặt mua: 4 Eurocopter Super Puma 225